# Trombosedienst
Een trombosedienst is een instelling die patiënten begeleidt die in in opdracht van een behandelend arts coumarinederivaten (vitamine K-antagonisten, VKA) voorgeschreven krijgen. Dit zijn geneesmiddelen die de natuurlijke stollingsneiging van het bloed verminderen. Zij worden gebruikt bij de behandeling van trombose (onder andere trombosebeen, longembolie) en het voorkomen daarvan (m.n. hartritmestoornissen, boezemfibrilleren, kunsthartkleppen). 
Er zijn grote verschillen in de benodigde dosering van de vitamine K-antagonisten om een goed antistollingseffect te bereiken en te behouden. Dit zijn verschillen tussen mensen onderling maar ook binnen één persoon in de loop van de tijd. Regelmatige controle van de antistolling (INR-bepaling) en aanpassing van de dosering antistollingstabletten is nodig. Deze controles worden uitgevoerd door de trombosediensten. 
De trombosedienst neemt op poliklinische prikposten bloed af of bezoekt de mensen aan huis. De INR wordt bepaald in het laboratorium door afname van een buisje bloed of met een pijnloze vingerprik. Door gespecialiseerde medewerkers en artsen wordt de dosering vastgesteld en de volgende controle afgesproken. De doseerlijst wordt per post, per fax of per e-mail verzonden. Bij sommige diensten is dit online in te zien. Zo nodig vindt telefonisch overleg plaats.
Heel Nederland is gedekt door een netwerk van trombosediensten. De trombosediensten zijn sterk gespecialiseerd voor hun taak en velen goed in de ontwikkeling en uitvoering van ketenzorg voor patiëntveiligheid. 
In het buitenland is de zorg in het algemeen anders georganiseerd. Als patiënten van een trombosedienst in het buitenland op reis zijn, moeten zij daar naar een ziekenhuis of laboratorium om de INR laten bepalen. De dosering kan dan door een arts ter plekke of via de trombosedienst in Nederland worden verzorgd.
Sinds een aantal jaren is het mogelijk dat patiënten zelf met een vingerprikmethode en een zelfmeter hun INR bepalen. Vervolgens kan de patiënt ook zelf zijn dosering verzorgen (zelfmanagement) of de dosering door de trombosedienst laten verzorgen. De trombosediensten hebben hiervoor een systeem van training en begeleiding opgezet waarbij ook van het internet gebruikgemaakt kan worden. 